# Boyanup
Boyanup is een plaatsje in de regio South West in West-Australië. Het ligt 195 kilometer ten zuiden van Perth en 18 kilometer ten zuidoosten van Bunbury. Het ligt langs de South Western Highway en aan de oevers van de Preston.

## Geschiedenis
De eerste Europeaan in het gebied was luitenant Henry William Bunbury in december 1836 toen hij de route tussen Pinjarra en Busselton verkende. Hij vond de streek uitermate geschikt voor landbouw. In 1845 nam James Bessonnet kavel 54 in het Wellington District over van John Schoales van de Perth Agricultural Society. De Prestonrivier liep door de 155 hectare grote kavel en er was een bron en een permanente billabong aanwezig. De bron wordt soms ook wel Bessonnet Springs genoemd. De nieuwe weg van Bunbury naar de Blackwood was net afgewerkt. Bessonnet noemde zijn boerderij Boyanup. Boyanup is een samentrekking van twee Nyungahwoorden. "Up" betekent "plaats van" en "Boya" betekent "rots" of "steen". Boyanup betekent dus "plaats van kwarts". Bessonnet verliet zijn boerderij in 1849, scheepte in op de Despatch en verliet de kolonie. Kavel 54 bleek "te verafgelegen om werkbaar te zijn en de natuur nam het terug in".
Een inventarisatie van de wegen uit 1869 toont de naam van het plaatsje als "Boyinup". James Bessonnet was een afwezige landeigenaar van 1849 tot 1882.
In 1878 had de familie McGowan een klein huisje in de noordoosthoek van de kavel op de westoever van de Prestonrivier. De moeder werd, toen ze buiten houtsnippers ging halen, vermoord door een Aboriginaljongen die later tot de doodstraf werd veroordeeld. De vader stierf plots in 1875 toen hij ging hout sprokkelen. Vijf weeskinderen bleven achter.

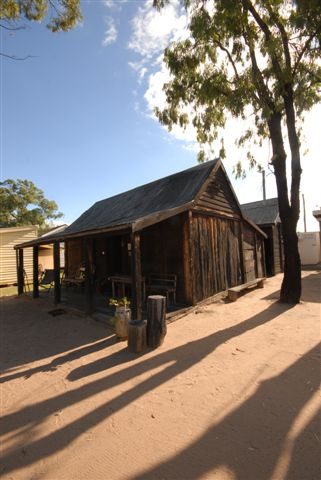
Voorbeeld van een "slabhut"

In 1882 kocht Robert Scott kavel 54 voor 50 pond van Bessonnet. In de periode tussen 1882 en 1891 werd de Slab Hut, Boyanup Farm gebouwd maar het is onduidelijk door wie. In 1891 werd een deel van de kavel opgemeten door de landmeter G.R. Turner om het op te delen in het kader van Boyanup Agricultural Area. In 1892 werd het kavel opgedeeld. Robert Scott behield het westelijke deel. Het oostelijke deel werd toegewezen aan Charles McGowan.
In 1894 werd de South Western Railway tussen Perth en Bunbury afgewerkt die door Boyanup liep. Het baanvak tussen Boyanup en Bunbury was reeds op 30 november 1887 afgewerkt. Het dorp werd gesticht in 1894. Een spoorwegaftakking tussen Boyanup en Bridgetown werd geopend op 1 november 1898. De bevolking van Boyanup bestond dat jaar uit 103 mannen en 95 vrouwen.
Door het samenkomen van de spoorlijnen uit Bunbury, Donnybrook en Vasse veranderde Boyanup in een druk en bedrijvig dorpje. Eind jaren 1890 telde het dorpje 450 inwoners en nog eens zoveel in de nabije omgeving. In 1915 ging de Slab Hut, Boyanup Farm over van de familie Scott op de familie Smith. In 1921 werd een deel van hun landgoed in het noordoosten afgesplitst en begon een houthandelaar, Percy Thompson, er een houtzagerij. In 1955 ging de Slab Hut, Boyanup Farm over op de dochters van Smith die met de Reid-broers trouwden. Ze begonnen er een boomgaard en bleven runderen houden.
In 1895 werd een houten hotel gebouwd dat werd uitgebaat door Tom Waterfield en zijn vrouw. In 1920 brandde het af en werd de vandaag nog bestaande Boyanup Tavern gebouwd. In 1972 onderging het een grondige renovatie en in 1989 werd de slaapaccommodatie omgebouwd naar een sportbar.
In 1919 werd een rij eiken gepland ter ere van de gevallen soldaten tussen het postkantoor en de taverne. Elke eik droeg een naamplaatje. In 1997 schoten er nog 7 bomen over.
In 1929 begon William Gibson een zuivelfabriekje in Boyanup. Hoewel het ondertussen verscheidene malen in andere handen is overgegaan, bestaat het vandaag de dag nog.
De Yoganup North Mine die 5 kilometer ten noordoosten van het dorp ligt, sloot in 1997. Er werden zware mineralen gedolven en verwerkt.

## Toerisme
Het Boyanup Railway Museum werd geopend in 1985 toen de werking van het spoorstation werd stopgezet. In 2005 werd het echter uit veiligheid gesloten vanwege de slechte staat waarin het verkeerde. Het museum heropende als het South West Rail and Heritage Centre in 2012.
De Munda Biddi Trail loopt door Boyanup. Verder is er nog de Joshua Lake Walk, een pad dat men kan bewandelen of fietsen over een verlaten mijnsite waar vroeger zware metalen werden gedolven. Er zijn informatieborden, rustbanken en een vogelhut. De Preston River Ramble is een andere korte wandeling langs de Prestonrivier.
Acton Park · Alexandra Bridge · Allanson · Augusta · Balingup · Benger · Binningup · Boyanup · Boyup Brook · Bramley · Bridgetown · Brookhampton · Brunswick Junction · Bunbury · Burekup· Busselton · Capel · Carbunup River · Chowerup · Collie · Cookernup · Cowaramup · Cundinup · Dardanup · Deanmill · Dingup · Dinninup · Donnelly River · Donnybrook · Dunsborough · Elgin · Ferguson · Forest Grove · Forrest Beach · Gnarabup · Gracetown · Greenbushes · Harvey · Hester · Jardee · Jarrahwood · Karridale · Kirup · Kudardup · Kulikup · Ludlow · Manjimup · Margaret River · Mayanup · Metricup · Mullalyup · Myalup · Nannup · Northcliffe · Nyamup · Pemberton · Peppermint Grove Beach · Prevelly · Quindalup · Quinninup · Roelands · Rosa Brook · Shotts · Stratham · Uduc · Vasse · Walpole · Waterloo · Wilga · Windy Harbour · Witchcliffe · Wilyabrup · Wokalup · Wonnerup · Worsley · Yallingup · Yalup Brook · Yarloop · Yoongarillup · Yornup